# Tujana Dašidoržieva
Tujana Norpolovna Dašidoržieva (in russo Туяна Норполовна Дашидоржиева?; Cagan-Čelutaj, 14 aprile 1996) è un'arciera russa.

## Palmarès

### Olimpiadi
- Argento nella gara a squadre a Rio de Janeiro 2016.

### Campionati mondiali
- Oro nella gara a squadre a Copenhagen 2015;

### Campionati mondiali indoor
- Argento nella gara a squadre a Yankton 2018.

### Universiade
- Bronzo nella gara a squadre a Gwangju 2015;
- Bronzo nella gara a squadre a Taipei 2017.

### Campionati mondiali giovanili
- Bronzo nell'individuale a Yanktong 2015;
- Bronzo nella gara a squadre cadetti a Legnica 2011.

### Campionati mondiali indoor giovanili
- Oro nella gara a squadre ad Ankara 2016;
- Oro nella gara a squadre a Las Vegas 2012.